# Paszkówka
Paszkówka – wieś w Polsce, położona w województwie małopolskim, w powiecie wadowickim, w gminie Brzeźnica, 280 m n.p.m. na Pogórzu Wielickim.
W latach 1975–1998 wieś administracyjnie należała do województwa bielskiego.

## Integralne części wsi
| SIMC    | Nazwa       | Rodzaj    |
| ------- | ----------- | --------- |
| 1053530 | Działy      | część wsi |
| 0047929 | Jałowce     | część wsi |
| 0047970 | Pasternik   | część wsi |
| 0047987 | Pobiedr     | część wsi |
| 0047993 | Posmyków    | część wsi |
| 0048018 | Rola        | część wsi |
| 0048024 | Stara Wieś  | część wsi |
| 0048030 | Świerczynie | część wsi |
| 0048047 | Zastaw      | część wsi |

## Historia
Udokumentowane wzmianki z 1325 roku. Założona przez Radwanitów w XIII w. była zawsze wsią szlachecką. W XV i XVI w. własność Paszkowskich herbu Zadora. Od połowy XIX w. należała do Wężyków.

## Zabytki
Obiekty wpisane do rejestru zabytków nieruchomych województwa małopolskiego.
- Zespół pałacowo–parkowy;
- kościół pw. Przemienienia Pańskiego.

### Inne
- Obelisk z pamiątkową tablicą ufundowaną przez Wojciecha i Magdalenę Rottermundów dziedziców majętności, upamiętniającą pozyskanie w 1811 roku przywileju corocznych jarmarków we wsi Pobiedrze.

## Galeria zdjęć

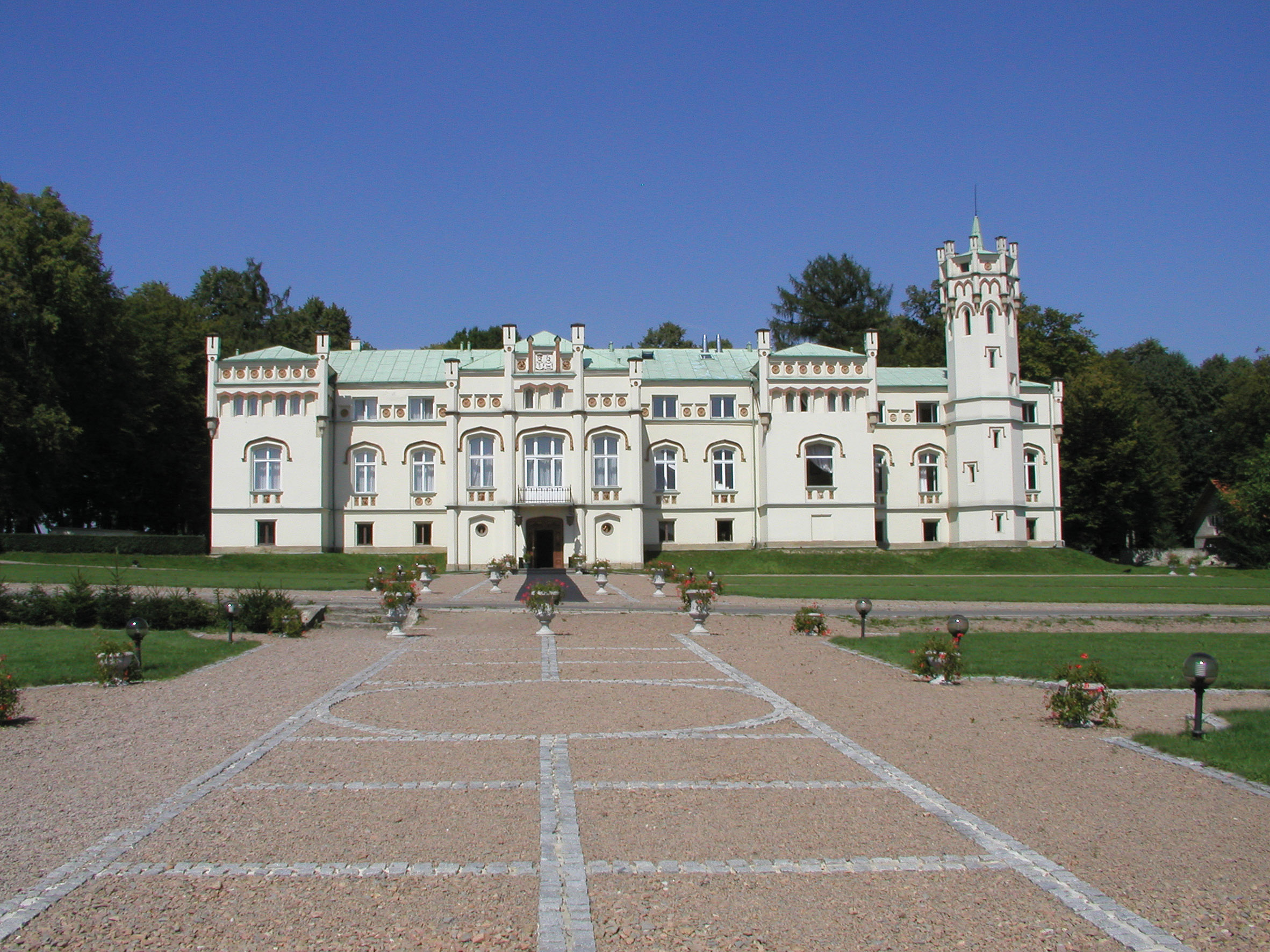
Pałac w Paszkówce od strony parku
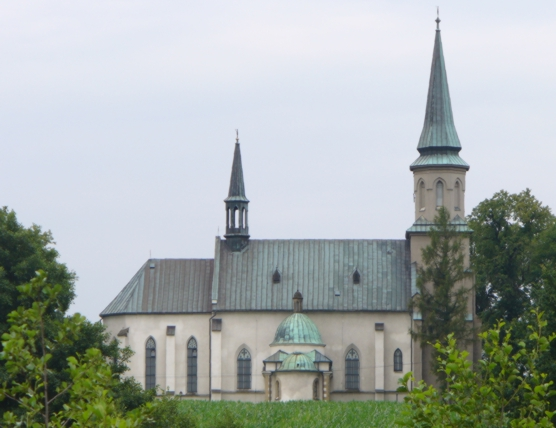
Kościół pw. Przemienienia Pańskiego w Paszkówce

## Osoby związane z miejscowością
- Z Paszkówki wywodził się pierwszy znany chłopski literat Antoni Kucharczyk (1874–1944) – „Jantek z Bugaja”.